# Arbeitspsychologie
Die Arbeitspsychologie ist das Teilgebiet der Wirtschaftspsychologie, welches sich mit der psychologischen Analyse, Bewertung und Gestaltung von Arbeitstätigkeiten befasst. Die Ingenieurpsychologie als Teilgebiet der Arbeitspsychologie untersucht hierbei insbesondere die Beziehung Mensch-Technik. Die Arbeitspsychologie ist von der Betriebspsychologie zu unterscheiden, welche primär die organisatorischen Aspekte betrieblich institutionalisierter Arbeitsprozesse untersucht.

## Einführung
Arbeit ist an sich kein psychologischer Arbeitsbereich, ganz im Gegensatz zur Ökonomie. Aus diesem Grunde kann durchaus die Frage gestellt werden, was Arbeit psychologisch macht. Folgende Punkte spielen hierbei eine Rolle:
- Arbeit kann als Auftrag an den Menschen innerhalb von Arbeitssystemen verstanden werden. Der Mensch übernimmt den Auftrag für sich als Aufgabe und gibt der vorigen objektiven Aufgabe einen subjektiven Wert (subjektiviert diese).
- Arbeit wirkt sich kurz- und langfristig auf den Menschen aus und prägt ihn. Innerhalb seiner Arbeitstätigkeit entwickelt er sich, er ist ein Produkt seiner Arbeit.
- Der Mensch ist während der Arbeit aktiv und handelt zielgerichtet.[1]

Aus diesen Aspekten ergibt sich für die Arbeitspsychologie folgende Perspektive:
- Der Mensch muss seine Arbeitstätigkeit nicht nur physiologisch (körperlich), sondern auch psychologisch (emotional und kognitiv) regulieren können. Insbesondere ihre Bedingungen und Auswirkungen. Die Arbeitspsychologie hat also die Aufgabe, optimale Handlungsmöglichkeiten und -kompetenzen für den Einzelnen zu schaffen. Diese Perspektive betrachtet das Unternehmen vom einzelnen Menschen aus (Bottom-up).[2]

Die Alternative zu dieser Perspektive würde den Menschen aus dem Blickwinkel des Unternehmens betrachten (Top-Down)
. Hier wird versucht, die Ziele des einzelnen Menschen auf die Ziele des Unternehmens auszurichten und ist Gegenstand der Organisationspsychologie.
Praktisch ergeben sich aus diesen Überlegungen folgende Aufgaben für die Arbeitspsychologie:
1. Analyse von Arbeitssystemen und Arbeitstätigkeiten
2. Bewertung dieser Systeme und Tätigkeiten nach Humankriterien (Kontrastive Aufgabenanalyse). Dies bedeutet, dass untersucht wird, inwieweit die Anforderungen der Arbeitsabläufe Menschen gerecht werden.
3. Erarbeitung und Realisierung von Gestaltungsvorschlägen, die die Bedürfnisse von Menschen berücksichtigen. Dabei muss berücksichtigt werden, dass Arbeit nicht nur den Menschen nicht schädigen oder beeinträchtigen darf, sondern ihn nach Möglichkeit in der Entwicklung seiner Persönlichkeit, Potentiale und Kompetenzen fördert.

Auch die Ergonomie beschäftigt sich mit der Gestaltung menschlicher Arbeit, ist jedoch mehr mit der Optimierung der klassischen Mensch-Maschine-Schnittstellen befasst. Die ebenfalls von der Arbeitspsychologie zu unterscheidende Betriebspsychologie untersucht hingegen die Beziehungen der arbeitenden Menschen untereinander und stellt in diesem Sinne primär eine pragmatisch orientierte und betriebswirtschaftlich akzentuierte Sozialpsychologie des Betriebes dar, die auch als definitorischer Bestandteil der – manchmal eher metaphorisch verwendeten – Universalkategorisierung Wirtschaftspsychologie gesehen werden kann. Neu und beachtenswert ist der arbeitspsychologisch basierte, systematisch-integrative Ansatz betriebliche Gesundheitsförderung, der den Anspruch stellt, Arbeit-Organisation-Technik sowie Individualverhalten systematisch und partizipationsorientiert zu optimieren, um derart persönliche und betriebliche Ressourcen bzgl. Arbeit und Gesundheit aufzubauen. In diesem Sinne stellt diese Herangehensweise den integrativen Versuch dar, das psychologische Arbeitsgestaltungskriterium „Gesundheitsförderlichkeit“ in verfahrensmäßig abgesicherter Weise betriebspraktisch zu verwirklichen.
Bei betriebsbezogenen arbeitspsychologischen bzw. arbeitsanalytischen Fragestellungen steht insbesondere die Evaluation psychischer Belastungen im Mittelpunkt des Interesses, was in hohem Maße mit der rasanten Zunahme psychisch bedingter Krankenstände zu tun hat.

## Geschichte
Mit der industriellen Revolution wurden erstmals arbeitspsychologisch relevante Fragen aufgeworfen, ohne dass der eigentliche Begriff verwendet worden wäre. Charles Babbage versuchte Anfang des 19. Jahrhunderts den Wert der Arbeitskraft zu vergünstigen, indem die Qualifikationsansprüche gesenkt wurden (siehe Babbage-Prinzip). Der Heidelberger Professor Emil Kraepelin begann 1890 Laboratoriumsversuche zur Hygiene der Arbeit, wie er es nannte, und versuchte die Zusammenhänge von Ermüdung und Übung arbeitspsychologisch zu erforschen. Weitere Grundlagen lieferte Anfang des 20. Jahrhunderts die Organisationssoziologie, welche sich u. a. mit der Entfremdung der Arbeit und der Bürokratie auseinandersetzte.
In den 1950er-Jahren wurde von Eric Lansdown Trist und Frederick Edmund Emery der Begriff der soziotechnischen Systeme geprägt, man kam zur Erkenntnis, dass der Mensch auch in Produktionssystemen mit weitgehender Automatisierung eine zentrale Rolle spielt. Mitte der 1970er Jahre wurde von Winfried Hacker der theoretisch sehr wirkungsmächtige Entwurf einer allgemeinen Arbeitspsychologie publiziert, welcher auf dem Konzept der psychischen Handlungsregulation („Kognitive Tätigkeitstheorie“)
basiert und die Analyse-, Bewertungs- und Gestaltungsmöglichkeiten der Arbeitspsychologie relevant erweitert hat.
Seither hat eine derart verstandene Handlungsregulationstheorie u. a. im Bereich der psychologischen Analyse, Bewertung und ganzheitlichen Gestaltung interaktiver Mensch-Maschine-Systeme im Konzept der Ingenieurpsychologie, einem Teilgebiet der Arbeitspsychologie, bzw. Softwareergonomie enorm an Bedeutung gewonnen. Derart wurde es möglich, den im Zeitalter der flexiblen Automation und rechnergestützten Kommunikation sich herausbildenden neuen Arbeitstyp adäquat zu beschreiben und entsprechende verfahrensmäßige Gestaltungsmöglichkeiten anzubieten.

## Subjekte
Arbeitspsychologischen Theoriebildungen liegt – neben konkreten Analysen – oftmals ein Menschenbild zugrunde. Im Verlauf der Geschichte wurden verschiedene Menschenbilder entwickelt, welche sich nach einem Paradigmenwechsel ablösten. Heute sieht die Arbeitspsychologie beispielsweise Mensch und Technik nicht als konkurrierende, sondern sich ergänzende Faktoren, man spricht auch von komplementärem Systemansatz und versucht die Mensch-Maschine-Funktionsteilung in Arbeitsprozessen dementsprechend zu definieren. Demnach sollen Funktionen grundsätzlich beim Menschen und in der Technik redundant vorhanden sein. Je nach Bedarf kann gewählt werden, ob eine Tätigkeit manuell oder automatisch durchgeführt wird.
Des Weiteren beansprucht die Arbeitspsychologie die individuellen Arbeitsaufgaben der Arbeitstätigen, die Arbeitsorganisation und die konkreten Schnittstellen zwischen Mensch und Maschine zu analysieren und beanspruchungsoptimal sowie auch gesundheitsförderlich zu gestalten.
Insofern ist die arbeitspsychologische Tätigkeit neuerdings relevant mit dem interdisziplinären Ansatz Betriebliche Gesundheitsförderung verknüpft. Begriffliche Modifikationen in den Zentralkriterien arbeitspsychologischen Handelns belegen dies eindeutig.